# Capitol Punishment: The Megadeth Years
Capitol Punishment: The Megadeth Years är ett samlingsalbum utgivet av Megadeth den 24 oktober 2000. Megadeth ville spela in ett nytt album hos Sanctuary Records, men ansågs ha skyldighet att ge ut ett samlingsalbum innehållande alla gamla hits hos sitt dåvarande skivbolag Capitol Records. Skivbolaget ställde även kravet att två nyinspelade låtar skulle inkluderas, och därför finns "Kill the King" och "Dread and the Fugitive Mind" med.
Albumet fokuserar på den senare delen av Megadeths karriär. Endast fyra låtar finns med från de fyra första thrash metal-albumen. År 2005 gav Megadeth ut ett nytt samlingsalbum, Greatest Hits: Back to the Start, som fokuserade på denna period.
Titeln "Capitol Punishment" är en ordlek avsedd som en pik mot Capitol Records. Capital Punisment (med a) betyder dödsstraff.

## Låtlista
1. "Kill the King" (ny låt)
2. "Dread and the Fugitive Mind" (ny låt, finns också på The World Needs a Hero)
3. "Crush 'Em" (Risk)
4. "Use The Man" (Cryptic Writings)
5. "Almost Honest" (Cryptic Writings)
6. "Trust" (Cryptic Writings)
7. "A Tout Le Monde" (Youthanasia)
8. "Train of Consequences" (Youthanasia)
9. "Sweating Bullets" (Countdown to Extinction)
10. "Symphony of Destruction" (Countdown to Extinction)
11. "Hangar 18" (Rust in Peace)
12. "Holy Wars... The Punishment Due" (Rust in Peace)
13. "In My Darkest Hour" (So Far, So Good... So What!)
14. "Peace Sells" (Peace Sells... But Who's Buying?)